# Kokuhaku / Bokura no Ashiato
Singles de supercell
The Everlasting Guilty Crown
(2012) ODDS&ENDS
(2012)
Kokuhaku / Bokura no Ashiato (告白／僕らのあしあと, litt. Confession / Notre empreinte) est un single composé par ryo du groupe supercell sorti le 7 mars 2012 chez Sony Records. Les chansons sont chantés par Koeda. La jaquette a été réalisée par redjuice.
Une version Black★Rock Shooter est sorti et s'appelle Bokura no Ashiato / Kokuhaku (僕らのあしあと／告白).

## Résumé
Kokuhaku (告白) est le second ending de l'anime Guilty Crown, Bokura no Ashiato (僕らのあしあと) est l'ending de l'anime Black★Rock Shooter.

Il y a 4 versions du single : Kokuhaku / Bokura no Ashiato (告白／僕らのあしあと), Bokura no Ashiato / Kokuhaku (僕らのあしあと／告白), et leurs limited edition respectivement Kokuhaku / Bokura no Ashiato(limited edition A/Guilty Crown version) (告白／僕らのあしあと（初回生産限定盤Ａ／ギルティクラウン盤）) et Bokura no Ashiato / Kokuhaku(limited edition B/Black★Rock Shooter version) (僕らのあしあと／告白（初回生産限定盤Ｂ／ブラック★ロックシューター盤）). La différence entre les deux éditions se situe dans l’ordre des chansons et sur la présence ou pas de chansons instrumentales, sur les DVD il y a pour les versions correspondantes les clips vidéo de Guilty Crown ou de Black★Rock Shooter. La jaquette de la version B★RS est réalisé par redjuice avec la collaboration de huke.

## Pistes du single

### Guilty Crown ver.
Toutes les chansons sont écrites et composées par ryo,.
| No | Titre                                                             | Durée |
| -- | ----------------------------------------------------------------- | ----- |
| 1. | Kokuhaku (告白)                                                   | 5:26  |
| 2. | Bokura no Ashiato (僕らのあしあと)                                | 7:06  |
| 3. | Kare (カレ)                                                       | 4:06  |
| 4. | Kokuhaku(TV Edit) (告白(TV Edit))                                 | 1:32  |
| 5. | Kokuhaku－Instrumental－ (告白－Instrumental－)                   | 5:25  |
| 6. | Kare－Instrumental－ (カレ－Instrumental－)                       | 4:06  |
| 7. | Kokuhaku(TV Edit)－Instrumental－ (告白(TV Edit)－Instrumental－) | 1:30  |

### Black★Rock Shooter ver.
Toutes les chansons sont écrites et composées par ryo,.
| No | Titre                                                                                | Durée |
| -- | ------------------------------------------------------------------------------------ | ----- |
| 1. | Bokura no Ashiato (僕らのあしあと)                                                   | 7:06  |
| 2. | Kokuhaku (告白)                                                                      | 5:26  |
| 3. | Kare (カレ)                                                                          | 4:06  |
| 4. | Bokura no Ashiato(TV Edit) (僕らのあしあと(TV Edit))                                 | 1:31  |
| 5. | Bokura no Ashiato－Instrumental－ (僕らのあしあと－Instrumental－)                   | 7:06  |
| 6. | Kare－Instrumental－ (カレ－Instrumental－)                                          | 4:06  |
| 7. | Bokura no Ashiato(TV Edit)－Instrumental－ (僕らのあしあと(TV Edit)－Instrumental－) | 1:30  |

## Charts
| Chart (2010)                   | Position |
| ------------------------------ | -------- |
| Oricon Classement hebdomadaire | 8        |
| FRIDAY SUPER COUNTDOWN 50 (ja) | 12       |